# Rebedailivka, Kameanka
Rebedailivka (în ucraineană Ребедайлівка) este o comună în raionul Cerkasî, regiunea Cerkasî, Ucraina, formată numai din satul de reședință.

## Demografie
Componența lingvistică a comunei Rebedailivka
     Ucraineană (98,06%)
     Rusă (1,94%)
Conform recensământului din 2001, majoritatea populației comunei Rebedailivka era vorbitoare de ucraineană (98,06%), existând în minoritate și vorbitori de rusă (1,94%).